# Гродненський повіт (II Річ Посполита)
Повіт Гродненський — адміністративна одиниця у складі Білостоцького воєводства Польської республіки.
Станом на 1931 рік площа Гродненського повіту становила 4 459 км²; населення — 213 100 осіб.

## Адміністративний поділ повіту
В склад повіту входили такі ґміни:

Сільські ґміни (1934 р.)
- Ґміна Азьори
- Ґміна Бершти
- Ґміна Вертялішки
- Ґміна Вовпа
- Ґміна Велика Берестовиця
- Ґміна Великі Ейсманти (з 19 липня 1922 року — Ґміна Масаляни)
- Ґміна Галинка
- Ґміна Гожа
- Ґміна Гродно (міська)
- Ґміна Горниця
- Ґміна Гудзевичі
- Ґміна Друскінінкай (міська)
- Ґміна Дубно
- Ґміна Житомля
- Ґміна Індура (міська)
- Ґміна Індура (сільська)
- Ґміна Кам'янка (до 1929 року)
- Ґміна Кринкі (міська)
- Ґміна Кринкі (сільська)
- Ґміна Лаша
- Ґміна Лунна
- Ґміна Мала Берестовиця
- Ґміна Марцинкон'юс
- Ґміна Мости
- Ґміна Поріччя
- Ґміна Скідель (міська)
- Ґміна Скідель (сільська)

Міста
- Гродно
- Друскінінкай
- Індура
- Кринкі
- Скідель